# 10340 Jostjahn
10340 Jostjahn este un asteroid din centura principală de asteroizi.

## Descriere
10340 Jostjahn este un asteroid din centura principală de asteroizi. A fost descoperit pe 10 septembrie 1991 la Tautenburg de Freimut Börngen. Asteroidul prezintă o orbită caracterizată de o semiaxă mare de 2,88 ua, o excentricitate de 0,04 și o înclinație de 2,3° în raport cu ecliptica.